# عبد العزيز جاسم المبارك
الدكتور عبد العزيز علي جاسم المبارك (1959 م) عالم كيمائي كويتي اكتشف ظاهرة علمية غير طبيعية في عملية تسخين السوائل ووضع لها نظرية وسجل الأكتشاف بإسمه في النشرات العالمية المتخصصة، وأوجد برنامح كمبيوتر متخصص لقياس درجات الحرارة داخل قطرات السوائل المختلفة.
عمل ابحاث علمية مشتركة في مختبر التآكل العالمي التابع لـ MIT (العالي السرية)، كان أحد علماء فريق العمل للبرنامج العلمي الخاص بتشقق حاويات الوقود النووي في المشروع المشترك لوكالة ناسا للفضاء ومحطات المفاعلات النوويه برعاية خاصة من الحكومة الأمريكية

## دراسته
- حصل على البكالوريوس في الهندسة الكيميائية من جامعة الكويت 1981
- حصل على شهادة الماجستير في هندسة المعادن من نيوجيرسي- أمريكا 1987
- حصل على شهادة الدكتوراه في الهندسة الكيميائية من برمنجهام – بريطانيا 1995

## الوظيفة
- عمل مهندسا في بلدية الكويت
- عمل مهندسا في شركة البترول الوطنية الكويتية – ميناء عبد الله
- يعمل حاليا أستاذ مساعد ورئيس سابق لقسم الهندسة الكيميائية في كلية الدراسات التكنلوجيه في الكويت

## عضوياته
- عضو مؤسس في رابطة التآكل الصناعي العالمية NACE
- عضو في المعهد الأمريكي للمهندسين الكيميائيين AICHE
- عضو في الجمعية الإمريكية لمهندسين المعادن ASM
- عضو في جمعية المهندسين الكويتية

## مشاركاته الخارجية
- القى العديد من المحاضرات العلمية في عدة جامعات في العالم
- قدم الدكتور عبد العزيز المبارك الكثير من البحوث العلمية وقام بالتدريس في ارقى جامعات العالم
- قام بتدريس طلبة الماجستير والدكتوراه في جامعة ماسوشيوستس للتكنلوجيا MIT بعد ان رشحته الجامعة (وهي أعلى جامعات العالم في تخصصات الهندسة)
- قام بتدريس طلبة الهندسة الكيميائية في جامعة كورنيل في نيويورك (وهي إحدى أفضل الجامعات في العالم)
- قام بتدريس طلبة البكالوريوس في جامعة كولورادو الأمريكية

## مساهماته
- بطلب من الكونغرس الأمريكي عمل ضمن برنامج البحوث العلمية في إحدى المختبرات العالمية في ولاية وايومنج الأمريكية [1]
- شارك في أوراق بحث علمية في كثير من المؤتمرات العالمية لأبحاث الهندسة الكيميائية والتآكل الصناعي في مختلف دول العالم [2]
- الدكتور عبد العزيز المبارك قدم الكثير من الأوراق العالمية المنشوره في مجلات علميه متخصصة[3]
- قام بتأليف عدة كتب في الهندسة الكيميائية والتآكل الصناعي

## الجوائز والتكريمات التي حصل عليها
- حصل على جائزة أفضل بحث علمي في نيويورك من جامعة كورنيل
- حصل على جائزة Fulbright Scolar من مجلس الكونغرس الأمريكي
- حصل على جائزة أفضل بحث علمي في مؤتمر التآكل البحري في اسكتلندا – بريطانيا
- وضع اسمه كأحد أهم العلماء في العالم في كتاب النشرة العالمية (Who Who’s) الخاصة بعلماء العالم[4]